# Manuel Donayre
Manuel Jesús Donayre Aguilar (San Luis de Cañete, 24 de noviembre de 1949) es un destacado cantante de música afroperuana y valses peruanos radicado en los Estados Unidos desde 1992 y que ha sido una de las voces masculinas locales de mayor registro del siglo XX.

## Biografía
Nació el 24 de noviembre de 1949 en San Luis de Cañete, enclave de la cultura afroperuana. Mostró grandes dotes artísticos desde la infancia y participó en el coro infantil del templo católico de San Luis. Pertenece a la familia Ruiz Barrera, clan de reconocidos cantantes liderado por las hermanas Lucía, Flora, Victoria (madre de Mercedes y Tértula Traslaviña Ruiz quienes fueron integrantes del Conjunto Musical Cumanana de Nicomedes Santa Cruz) y Abigail (abuela de Manuel). Siendo adolescente migra con su familia a la ciudad de Lima. En 1958, su tía Mercedes Traslaviña lo lleva a participar en Radio Atalaya, entonando valses y baladas. Asimismo tuvo participación en el Conjunto Cumanana.
En esos vaivenes de la vida en 1970, conoce a Lucha Reyes en una verbena organizada por el Canal 7. Donayre vio en Lucha a una maestra del canto, pues sin duda ella amoldó su sentimiento tan particular de interpretación, mismo que lo acompaña hasta nuestros días. En 1971 contrajo matrimonio con su actual esposa Elsye Puelles. En ésta década, Donayre consolidó su carrera artística. Participó del primer álbum del grupo Perú Negro de 1973, denominada "Gran Premio del Festival Hispanoamericano de la Danza y la Canción". 
Fue contratado por Industrial Sono Radio en 1976 y graba su primer éxito "Secreto", de Amparo Baluarte.
En 1980, consigue el récord de grabar sus tres primeros discos en un solo año. Demostrando su versatilidad, en 1984 graba el disco "Para Ti... con Amor" dedicado al género de boleros. En 1992 migra a Estados Unidos donde radica hasta la actualidad.

## Discografía
| Serie                 | Producción                   | Año            |
| --------------------- | ---------------------------- | -------------- |
| Sono Radio            | Noches Criollas              | 1980           |
| Sono Radio            | Con Sabor...y Donayre        | 1980           |
| Sono Radio            | Noche Tras Noche             | 1980           |
| Sono Radio            | El Diamante Negro            | 1982           |
| Sono Radio            | Déjame Llorar                | 1984           |
| Sono Radio            | Para Ti... con Amor          | 1984           |
| CBS                   | El Don de La Vida            | 1987           |
| Discos Independientes | Todo Ha Cambiado!            | 2014           |
| Disvensa              | Yo Perdí el Corazón          | 1997           |
| Sono Radio            | Dos Voces... Dos Estilos     | Texto de celda |
| Sono Radio            | Encerrona Criolla            | Texto de celda |
| Sono Radio            | Ritmo Negroide al Estilo de: | Texto de celda |